# اوون رایت
اوون رایت (انگلیسی: Owen Wright؛ زادهٔ ۱۶ ژانویهٔ ۱۹۹۰) موج‌سوار اهل استرالیا است.